# Paul Campargue
Pour les articles homonymes, voir Campargue.
Paul Campargue est un journaliste et un homme politique français né le 21 septembre 1903 à Marseille (Bouches-du-Rhône) et décédé le 14 février 1969 à Paris.

## Biographie
Monté à Paris pour ses études, il effectue le début de sa carrière comme journaliste, devenant notamment directeur adjoint du journal L'Aurore et vice-président du Syndicat de la presse parisienne.
Militant de la Section française de l'Internationale ouvrière, il s'investit plus particulièrement dans l'Yonne, auprès du député Georges Boully. Ce dernier ayant fait le choix de sièger au Sénat à partir de 1936, Paul Campargue se porte candidat à sa succession.
Il est élu député socialiste en 1936 lors de la victoire électorale du Front populaire. À la Chambre des députés, il s'intéresse particulièrement aux questions relatives à la presse et à la radiodiffusion. Il s'abstient volontairement lors du vote sur la remise des pleins pouvoirs au Maréchal Pétain.
Il abandonne ensuite la vie politique, se consacrant exclusivement à ses fonctions de directeur général de la Société Transports-Presse et de président de l'Auxiliaire Transports-Presse.

## Sources
- « Paul Campargue », dans le Dictionnaire des parlementaires français (1889-1940), sous la direction de Jean Jolly, PUF, 1960 [détail de l’édition]